# British Leyland
«Бритиш Лейленд» (англ. British Leyland Motor Corporation Ltd; скор. BLMC) — британська автомобілебудівна компанія, утворена у Великій Британії в 1968 році. Була частково націоналізована в 1975 році британським урядом як холдинг British Leyland Ltd, в 1978 році перетворена у BL Ltd (пізніше BL PLC). До складу холдингу увійшла більшість незалежних британських автомобілебудівників, яким належало до 40 % британського легкового авторинку, причому, деякі з марок вважалися найстарішими у галузі.
Незважаючи на випуск автомобілів Jaguar, Rover і Land Rover, а також бестселера Mini, компанія British Leyland зазнала невдачі. Після банкрутства в 1986 році перейменована на Rover Group (згодом в MG Rover Group), яка в свою чергу збанкрутувала в 2005 році. British Leyland належав бренд MG, а також історичні марки Остін (Austin), Морріс (Morris) та Wolseley, що перейшли у володіння китайської компанії SAIC, з якою MG Rover перед цим намагалася утворити рівноправне партнерство.